# Caridina gracilirostris
Caridina gracilirostris är en kräftdjursart som beskrevs av De Man 1892. Caridina gracilirostris ingår i släktet Caridina och familjen Atyidae. Inga underarter finns listade i Catalogue of Life.

## Bildgalleri

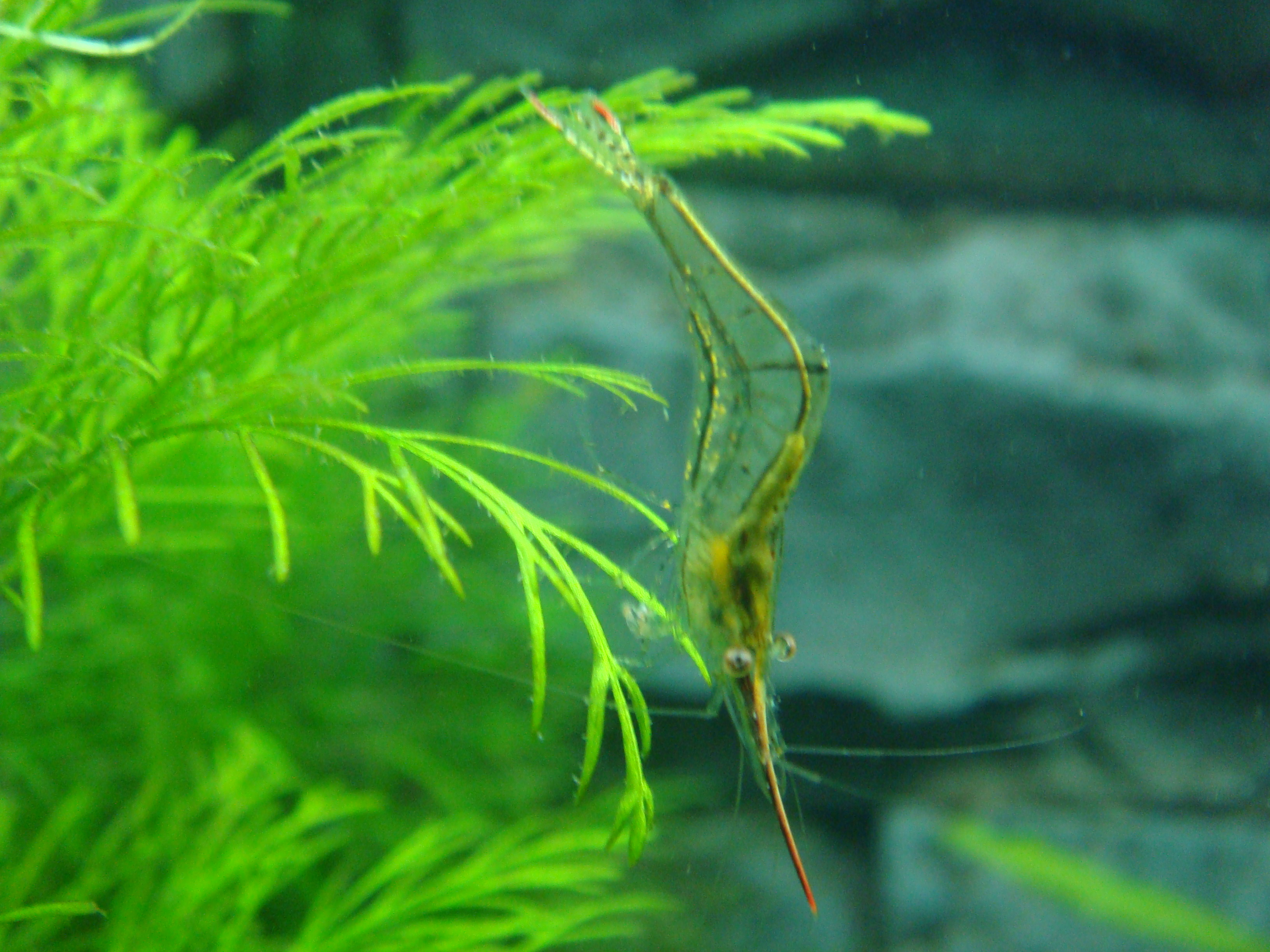